# 乌克兰选区

烏克蘭選區圖，灰色為未實際控制地區

烏克蘭選區（羅馬化：Vyborchi okruhy Ukrainy）是烏克蘭選舉和議會代表組織的領土單位。通常，選區涵蓋一個州或的幾個行政區，或一個中大型城市的一部分。2012年4月28日，烏克蘭中央選舉委員會第82號決議創建了現代形式的選區。最初，它們旨在僅用於議會選舉，但在2019年也被應用於總統選舉。目前烏克蘭全國名義上共劃分為225個選區，但由於俄羅斯對烏克蘭的武裝侵略，從2014年開始，克里米亞自治共和國和塞瓦斯托波爾的選區（選區編號 1-10、224和225），以及頓涅茨克州和盧甘斯克州的部分選區（全境：選區編號41-44、53-56、61、104和108-111；部分：編號45、46、51、52、59、60、105-107和112-114) 未實際舉行選舉。

## 列表
- 烏克蘭選區列表（英语：Electoral districts of Ukraine#List）